# UNIV国際大学生会議

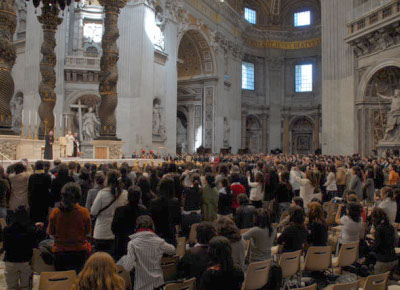
UNIV参加者のための教皇ベネディクト16世との特別謁見（バチカン・聖ペトロ大聖堂、2008年3月）

UNIV国際大学生会議（UNIVこくさいだいがくせいかいぎ、英語：UNIV Forum または UNIV Congress）は毎年ローマで行われる大学生の大規模国際交流イベントである。カトリック教会の組織の一つであるオプス・デイ属人区を創立した聖ホセマリア・エスクリバー（1902年-1975年）の後押しによって1968年に始まったのである。
2018年までの参加者は10万人以上に上っており、日本からも1970年代後半より毎年十数名の男女学生が参加している。

## 目的
世界の150校以上の大学から3千人余りの学生がローマに集い、西洋文化・歴史・美術などに触れながら、現代社会における大学の役割や教育システムを考えて語り合うことがUNIVの目的である。また、UNIVは聖週間と呼ばれるキリスト教暦で最も重要な期間と重なるため、参加者はローマ教皇との謁見やミサ、そして復活祭（イースター）の諸行事に参加することができる。また、ローマやバチカン市国の様々な歴史遺産や美術作品を通して、西洋美術史・西洋史・キリスト教の歴史などに触れることができる。
UNIVという名には、「大学（university）」という意味だけではなく、「普遍性（universality）」という意味も込められている。広い心と普遍的な精神を身につけた人々にこそ、社会に貢献できる、ということである。英語名は、男子学生向けの集いが「UNIV Forum」、女子学生向けのイベントが「UNIV Congress」であるが、日本語の正式名称はいずれも「UNIV国際大学生会議」となっている。

2018年春に、UNIVの50周年に祭して、教皇フランシスコがUNIVの若者たちに宛てた手紙にはUNIVの目的が要約されている：
「神と教会と教皇への愛に動かされて再び皆さんは永遠の都［＝ローマ］にやって来られました。こうして、多様な文化と経験を持ちながらも、幸福と充実と寛大な献身への同じ望みに動かされている他の若者たちと共に、聖週間中にキリストと出会い、信仰と皆さんの志を成熟させるための絶好のチャンスが与えられます」
参加対象は男女高校生・大学生（学部生および大学院生）・青年社会人、または教員などの大学関係者である。宗教や国籍は問わない。毎年、UNIVを代表する数名の学生が一対一でローマ教皇に挨拶する。

## 発足

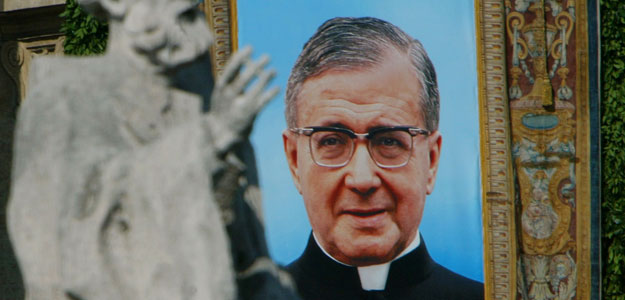
UNIVを始めた聖ホセマリア・エスクリバー（1902年 - 1975年）

聖ホセマリア・エスクリバーは、自らの信仰を深めると同時に、異文化から学べるカトリック（ギリシア語では「 καθολικός/カトリック」は「普遍的」という意）な心を培うために、そして教会とローマ教皇への愛を示すために、全てのキリスト者が「videre Petrum」（羅語：ペトロ［＝教皇］に会う）ために、キリスト教の中心地であるローマで聖週間を過ごすことを多くの若者に勧めたのである。
また1960年代という時代は、世界中の学生が社会変革を目的とし、政府や社会に対する批判・懐疑を公に見せ始め、学生の力が世界的な高揚を見せた時期である。しかし、様々な社会問題を解決するためには、暴力よりも、相互理解やダイアログのみが真の発展や平和をもたらすため、UNIVは多数の国・文化から集う学生たちの意見交換の場として始まったのである。

## 開催日程・開催地
開催期間は毎年の聖週間と重なり、枝の主日の前日（土曜日）から復活の主日（日曜日）までの9日間である。なお、カトリック教会の復活祭は年によって日付が変わる移動祝日であるが、「春分の日の後の最初の満月の次の日曜日」が基準であるため、復活祭（UNIVの最終日）は3月22日から4月25日の間に当たる。
UNIV ForumおよびUNIV Congressの開催地は毎年イタリアの首都ローマであり、会場はナヴォーナ広場近くにある教皇庁立聖十字架大学（イタリア語：Pontificia Università della Santa Croce）のメインキャンパス（Piazza di Sant'Apollinare, 49）である。
聖週間のミサをはじめ、宗教的行事はローマ市内の様々な教会や大聖堂で行われる。

## UNIV Forumについて
聖週間の宗教的行事の他に、一日のアカデミック・イベントがある。それはUNIV Forumと呼ばれるものであり、前半は複数のゲストによる講演、後半は学生たちによるプレゼンテーション。プレゼンテーションとは、文系理系を問わず、学生たちがそれぞれの勉強を活かして自分の分野の観点からその年のテーマに沿って研究プロジェクトを行う。指導教員のもとで1〜6名の少人数グループでこの研究プロジェクトを行うことによって、学問的研究の仕方を学びつつ、複数の学問分野（＝学際）から現代社会のあり方や諸問題を考えることが期待される。フォーラム当日、学生たちが審査員らの前で母国で行われた研究プロジェクトを発表する（使用可能言語は英語、スペイン語、ポルトガル語、フランス語）。最後に、授賞式がある。
現在、以下の6つの部門がある（なお、テーマは以下の「各年のテーマ一覧」を参照）：
- 口頭発表部門（ポスター式）
- 小論文部門（エッセイ式）
- 動画部門
- 社会福祉部門 ※
- 美術部門（音楽、絵画、文学など）※
- ビジネス・ケース・コンペティション部門 ※

※ テーマは自由

## 各年のテーマ一覧
毎年、テーマに沿って様々な講演会や討論会が行われる。
- 2020年：#NGL, Next Generation Leaders
- 2019年：Getting Down to Business: The Transformative Power of Work
- 2018年：Rethinking the Future
- 2017年：A World in Movement
- 2016年：The Family Impact
- 2015年：Friendship: model for a New Citizenship
- 2014年：Cosmos, The Ecology of the Person and his environment
- 2013年：Reality Check: Discovering Human Identity in a Digital World
- 2012年：Pulchrum: The Power of Beauty
- 2011年：Living Freedom Decisively
- 2010年：Can Christianity Inspire a Global Culture?
- 2009年：Universitas, Knowledge without limits
- 2008年：Being, Appearing, and Communicating: Entertainment and Happiness in a Multi-Medial Society
- 2007年：Being, Appearing and Communicating: Lifestyles and Role Models in Film and Television
- 2006年：Projecting Culture: The Language of the Media
- 2005年：Projecting Culture: The Language of Music
- 2004年：Projecting Culture: The Language of Advertising
- 2003年：Constructing Peace in the 21st Century
- 2002年：Study, Work, Service
- 2001年：The Human Face in a Global World
- 2000年：The Image of Man 2000 Years On
- 1999年：Solidarity and Citizenship: Challenges for the University of the New Century
- 1998年：Human Progress and Human Rights
- 1997年：Multi-Cultural Society: Competition and Cooperation
- 1996年：Communication: learning to live
- 1995年：Work: Inventing the Future
- 1994年：Family and Development
- 1993年：Suffering and happiness
- 1992年：A Possible Peace, A Challenge for the University
- 1991年：The Discovery of a New World
- 1990年：Creativity in the 90's
- 1989年：Revolution, Dignity, Solidarity
- 1988年：Dignity and Progress
- 1987年：Global civilization and human culture
- 1986年：The Cultural Foundations of a Project for Peace
- 1985年：Today’s Youth and the Society of the Future
- 1984年：The social value of professional work
- 1983年：Study as Work
- 1982年：Quality in Study, Quality in Life
- 1981年：Science and sense of man
- 1980年：The End of Man and the Future of the University
- 1979年：Towards a Humane City
- 1978年：Man in urban culture
- 1977年：The Foundation of the Future
- 1976年：In Spite of Everything, Europeans
- 1975年：Cultural limits of the technological civilization
- 1974年：Ideologies and Culture in the European University
- 1973年：Conformity or Creativity: A Dilema for the University
- 1972年：Responsibility for the university in a society in crisis
- 1971年：Student-Professor Relations in European Universities
- 1970年：The Democratization of the University
- 1969年：Self-government of the university
- 1968年：University Autonomy and Society

## 歴代教皇とUNIV
福者パウロ６世や聖ヨハネ・パウロ２世をはじめ、近年の教皇ベネディクト16世と教皇フランシスコを含め、歴代教皇がUNIV参加者のために特別謁見を行ったり、演説の中で彼らに向けた言葉を残している：
"You can be as leaven in the mass, those who are able to change even the great metropolises, the great cities, the great intellectual centers. You can bring a better future because within human realities everything is accomplished through the person, and it is the person who accomplishes it. Of course if the person is carried by the power of God, in the grace of God, if he walks with Him, he or she is then capable of changing the world. Let the final word of this UNIV be this wish: that you better this world."（教皇聖ヨハネ・パウロ２世、UNIV 1982年）